# Neuville Saint Denis
Neuville Saint Denis es una comuna nueva francesa situada en el departamento de Eure y Loir, de la región de Centro-Valle del Loira.

## Historia
Fue creada el 1 de enero de 2025, en aplicación de una resolución del prefecto de Eure y Loir de 3 de diciembre de 2024 con la unión de las comunas de Barmainville, Neuvy-en-Beauce y Rouvray-Saint-Denis, pasando a estar el ayuntamiento en la antigua comuna de Rouvray-Saint-Denis.

## Demografía
Según los datos aportados en la resolución del prefecto de Eure y Loir, la comuna se crea con 663 habitantes.

## Composición
| Comuna delegada     | Código INSEE | Población (2022) | Superficie (km²) | Densidad (hab./km²) |
| ------------------- | ------------ | ---------------- | ---------------- | ------------------- |
| Barmainville        | 28025        | 94               | 6.38             | 15                  |
| Neuvy-en-Beauce     | 28276        | 218              | 1568             | 14                  |
| Rouvray-Saint-Denis | 28319        | 345              | 19.35            | 18                  |